# Васил Календжиев
Васил (Цильо, Циле) С. Календжиев е български революционер, деец на Вътрешната македоно-одринска революционна организация.

## Биография
Календжиев е роден в село Пътеле, Леринско, тогава в Османската империя, днес Агиос Пантелеймонас, Гърция. Става член на ВМОРО и е четник при Тане Стойчев и Дине Клюсов. При избухването на Илинденско-Преображенското въстание Календжиев е войвода на чета от 30 души. След въстанието емигрира в САЩ.